# Trojan de Saintes
Trojan (également appelé Troian ou Troyen) est le nom du sixième évêque de Saintes, dans l'ancienne province de Saintonge. Il est fêté le 10 février.

## Histoire
Si les dates de son épiscopat demeurent incertaines, certaines sources indiquent qu'il est élevé à la dignité épiscopale vers 511 et qu'il s'éteint vers 532. Né à Saintes de parents juifs, il se convertit et attire l'attention de Pierre 1er, évêque de Saintes. À la mort de ce dernier, il est sollicité pour lui succéder'.
Grégoire de Tours indique dans son « De gloria confessorum » que Trojan est réputé pour ses vertus et l'objet de la dévotion populaire, au point que même de son vivant, certains vont jusqu'à vénérer des franges de ses habits. 
Il est enterré auprès de son prédécesseur Vivien dans une basilique de Saintes aujourd'hui détruite.
Canonisé par l'Église catholique romaine.
Trois communes portent son nom : l'une en Saintonge sur l'île d'Oléron, l'autre dans le Blayais, en Gironde, ainsi qu'une autre près de Cognac en Charente.